# ミヘイル・サルジヴェラゼ
ミヘイル・サルジヴェラゼ（グルジア語: მიხეილ სარჯველაძე、1978年12月22日 – ）は、ジョージアの政治家。ジョージアの夢所属。法務省国家執行局局長（2012年–2013年）、法務副大臣（2013年–2020年）、国会議員（2020年12月–2024年3月）、イラクリ・コバヒゼ内閣にて被占領地域出身IDP・労働・保健・社会保障大臣（2024年3月–）を歴任。

## 経歴
1978年12月22日にトビリシで誕生。トビリシ国立大学で法学を専攻し、2001年に卒業。1999年から2003年まで法律事務所「コルザゼ＆スヴァニゼ」で勤務。2003年から2010年まで「スヴァニゼ＆パートナーズ」で弁護士、2010年から2012年まで「ミヘイル・サルジヴェラゼ＆アルチル・ムシヴェニエラゼ」を共同経営した。
2012年に法務省所管の国家執行局で局長となり、2013年から法務副大臣、2018年に筆頭副大臣となった。
2020年、ジョージアの夢＝民主ジョージアから国会議員に当選。国会では人権保護・市民統合委員会で委員長を務めた。2024年3月、イラクリ・コバヒゼ内閣の被占領地域出身IDP・労働・保健・社会保障大臣に任命された。